# Смоктаун (Пенсилванија)
Смоктаун (енгл. Smoketown) насељено је место без административног статуса у америчкој савезној држави Пенсилванија.

## Демографија
По попису из 2010. године број становника је 357.
| Група             | 2000.    | 2010.       |
| Белци             | 0 (0,0%) | 317 (88,8%) |
| Афроамериканци    | 0 (0,0%) | 9 (2,5%)    |
| Азијати           | 0 (0,0%) | 2 (0,6%)    |
| Хиспаноамериканци | 0 (0,0%) | 28 (7,8%)   |
| Укупно            | 0        | 357         |